# Ортолан, Жозеф
Жозеф Луи Элзеар Ортолан (21 августа 1802, Тулон — 27 марта 1873, Париж) — французский юрист, адвокат, научный писатель, а также автор художественных произведений.
Родился в семье юриста. Изучал право в Экс-ан-Провансе и Париже, ещё в молодости получил известность своими научными работами. Работал помощником библиотекаря в Кассационном суде, после революции 1830 года был повышен до его главного секретаря. Одновременно читал лекции по конституционному праву в университете Сорбонны, в 1829 году женился, с 1836 года начал преподавать уголовное право в Парижском университете и в итоге стал профессором сравнительного уголовного и торгового права на юридическом факультете этого университета. В 1848—1851 годах входил в состав совета по высшему образованию.
Как юрист специализировался в первую очередь на римском и уголовном праве. Его первое и наиболее известное сочинение — «Explication historique des Instituts de l’empereur Justinian» (1827; 12-е издание — 1883) — было посвящено вопросам римского и византийского права и пользовалось в XIX веке большой известностью. Другие труды его авторства: «De l’enseignement du droit en France» (1828), «Histoire de la législation romaine» (1828), «Le ministère public en France» (1831), «Cours public d’histoire du droit politique et constitutionnel en Europe pendant le moyen-âge» (1832), «Introduction philosoph. et historique au cours de legisl. pénale comparée» (1839), «De la souveraineté du peuple et des principes du gouvernement républicain moderne» (1848), «Eléments du droit pénal» (1856, 2 изд. 1875) и другие.
Оставил также несколько чисто литературных произведений: «Contre-parole d’un croyant» (1834), «Enfantines» (сборник стихотворений, 1845; 2-е издание — 1860), «Les pénalités de l’enfer de Dante» (1873). Согласно оценке ЭСБЕ, «труды Ортолана в области публичного права проникнуты неизменной верностью началам свободы, гуманности и демократии».
Его брат Жан Ортолан (1808—1874), морской офицер, написал выдержавший много изданий и переводов на другие языки (русский — А. Лохвицкого, Санкт-Петербург, 1865) курс морского международного права: «Règles internationales et diplomatie de la mer» (1844—1845).